# Distrito de Minusinsky
Distrito de Minusinsky (em russo:  Минуси́нский райо́н) é um distrito administrativo e municipal (raion), um dos quarenta e três em Krai de Krasnoiarsk, Rússia. Está localizado no sudoeste do krai e faz fronteira com os distritos de Krasnoturansky no norte, Kuraginsky no leste, Karatuzsky no sudeste, Shushensky no sul e com a República da Cacássia no oeste. Possui uma área de 3,185 quilômetros quadrados. Seu centro administrativo é a cidade de Minusinsk (que administrativamente não é uma parte do distrito). Segundo o censo demográfico de 2010, a população total do distrito era de 25 872 habitantes.